# Lille Mor
Lille Mor (originaltitel So Big) er en amerikansk stumfilm fra 1924 instrueret af Charles Brabin.

## Medvirkende
- Colleen Moore som Selina Peake
- Joseph De Grasse som Simeon Peake
- John Bowers som Pervus DeJong
- Ben Lyon som Dirk DeJong
- Wallace Beery som Klaus Poole
- Gladys Brockwell som Maartje Poole
- Jean Hersholt som Aug Hempel
- Charlotte Merriam som Julie Hempel